# Лебяжье (Чугуевский район)
Лебя́жье (укр. Леб'яже; с 1917 по 1921 — Краснооктя́брьское) — село,
Лебяжский сельский совет,
Чугуевский район,
Харьковская область, Украина.
Код КОАТУУ — 6325484501. Население по переписи 2001 года составляет 1770 (819/951 м/ж) человек.
Является административным центром Лебяжского сельского совета, в который, кроме того, входят сёла
Николаевка,
Пушкарное и
Таганка.

## Географическое положение
Село Лебяжье находится на левом берегу реки Северский Донец в месте впадения в неё реки Лебяжья,
выше по течению на расстоянии в 6 км расположено село Базалиевка,
ниже по течению на расстоянии в 1 км расположено село Таганка.
В 1,5 км находится село Пушкарное.
Русло реки извилисто, образует старицы, лиманы и озёра, в том числе озеро Лебяжье.

## История
- 1707 — дата основания[2].
- 1917 — переименовано в село Краснооктябрьское (укр. Червоножовтневе).
- 1921 — переименовано в село Лебяжье.
- В 1940 году в Лебяжьем, расположенном в основном на левом берегу реки Лебяжьей, было 559 дворов, православная церковь, школа, кирпичный завод и сельсовет.[1]
- В 1940 году в расположенной на правом берегу р. Лебяжьей Анновке было 120 дворов и свой сельсовет.[3]
- В 1993 году в селе работали совхоз «Лебежа́нский», аптека, больница, водозабор, насосная станция, Дом культуры, кирпичный завод, отделение связи, школа, сельский Совет.[4]

## Экономика
- Птице-товарная ферма.
- Кирпичный завод.

## Объекты социальной сферы
- Детский сад.
- Школа.
- Клуб.
- Фельдшерско-акушерский пункт.

## Достопримечательности
- Братская могила советских воинов. Похоронены 127 павших воинов.

## Религия
- Церковь Михаила Архангела.

## Известные люди
- Гуренко, Дмитрий Григорьевич — Герой Советского Союза.
- Стремоухов Адриан Иванович — в конце XVII в. Чугуевский воевода, имел имение в селе Лебяжье, устроил в нём винокуренный завод.